# Розовский сельский совет (Приазовский район)
Розовский сельский совет (укр. Розівська сільська рада) — входит в состав
Приазовского района
Запорожской области
Украины.
Административный центр сельского совета находится в 
с. Розовка.

## История
- 1944 — дата образования.

## Населённые пункты совета
- с. Розовка
- с. Калиновка

## Ликвидированные населённые пункты совета
- с. Ульяновское